# Liste der Monuments historiques in Frétoy
Die Liste der Monuments historiques in Frétoy führt die Monuments historiques in der französischen Gemeinde Frétoy auf.

## Liste der Objekte
| Bezeichnung                                                                     | Beschreibung           | Standort                                  | Kennzeichnung | Schutzstatus | Datum | Bild |
| ------------------------------------------------------------------------------- | ---------------------- | ----------------------------------------- | ------------- | ------------ | ----- | ---- |
| Grabplatte für Robert Rose de Fretoy († 1330) und seine Frau Colette de Voulton | Stein, 16. Jahrhundert | in der Kirche St-Germain-St-Blaise (Lage) | PM77000716    | Classé       | 1906  |      |